# قدرت سیاه
قدرت سیاه (انگلیسی: Black Power) شعاری سیاسی و نامی است که به ایدئولوژی‌های مرتبط متنوعی داده می‌شود که هدفشان بدست آوردن تعیین سرنوشت برای مردم آفریقایی‌تبار است. این شعار غالباً ولی نه منحصراً توسط سیاهپوستان آمریکا در ایالات متحده استفاده می‌شود. جنبش قدرت سیاه در اواخر دهه شصت و اوایل دهه هفتاد میلادی برجسته بود و روی غرور نژادی و خلق نهادهای سیاسی و فرهنگی برای سیاهان به منظور حمایت کردن و ترویج منافع جمعی سیاهان و ترفیع ارزش‌های سیاهپوستان تأکید داشت.